# Kde domov můj? (soutěž)
Kde domov můj? je soutěžní pořad České televize vysílaný od roku 2016. Moderátorem soutěže je Aleš Háma.

## Pravidla soutěže
Na začátku každého dílu pořadu jsou představeni 3 soutěžící.

### První kolo
První kolo se skládá z 8 otázek, kdy jsou u každé otázky 4 možnosti odpovědi a pouze 1 z nich je správná. Za správně zvolenou odpověď získá soutěžící, který se přihlásí jako první a odpoví správně, 5 bodů. Pokud odpoví špatně, dostanou 5 bodů oba zbylí soutěžící. Po ukončení prvního kola soutěžící, který má nejméně bodů, soutěž opouští. Pokud mají 2 či všichni tři soutěžící stejný počet bodů, rozhoduje vyšší počet správných odpovědí, pokud je i ten stejný, rozhodne rozstřelová otázka. Pokud soutěžící odpoví správně, postupuje, pokud špatně, postupuje soupeř.

### Druhé kolo
Druhé kolo se skládá celkem z 12 otázek (4 za 5 bodů, 4 za 10 bodů a 4 za 15 bodů). U otázek již nejsou uvedeny možnosti. Soutěžící si vybere otázku a za její správně zodpovězení získá daný počet bodů. Pokud odpoví špatně, body nezískává nikdo. S výběrem první otázky začíná soutěžící, který nasbíral v prvním kole více bodů. Pokud oba soutěžící nasbírají stejný počet bodů, začíná ten soutěžící, který měl v prvním kole větší počet správných odpovědí.
V tomto kole má také soutěžící možnost položit jednu otázku dle svého výběru na svého protihráče. Pokud odpoví špatně, body jdou soutěžícímu, který otázku vybíral, pokud správně, jdou body soutěžícímu, který na otázku odpovídal.

### Finále
Finále se skládá z pěti otázek z různých krajů České republiky. První otázka má hodnotu 1 000 Kč, druhá 2 000 Kč, třetí 3 000 Kč, čtvrtá 4 000 Kč a pátá 5 000 Kč. V roce 2019, po změně názvu na Kde domov můj? Evropa, byly změněny finálové částky výher: hodnota čtvrté otázky je 5 000 Kč a páté 10 000 Kč. U druhé otázky vždy soutěžící vybírá správnou odpověď ze dvou možností.

### Dvakrát víc, nebo nic
Po ukončení finále se může soutěžící rozhodnout, zda chce vyhrát dvojnásobek částky. Pokud se tak rozhodne, dostane jednu závěrečnou otázku (od roku 2019 dostane na výběr, zda chce z Česka, nebo z Evropy). Pokud otázku zodpoví správně, získá dvojnásobek z výhry ve finále. Pokud odpoví špatně, nevyhraje žádné peníze.

## Kde domov můj? Evropa
V roce 2019 byl název pořadu změněn na Kde domov můj? Evropa, změna tak proběhla v tématu otázek – byly přidány také otázky o Evropě.

## Kde domov můj?: Speciál
V září 2018 byly k tzv. osmičkovým výročím odvysílány 3 díly pod názvem Kde domov můj?: Speciál. Jako soutěžící zde účinkovaly po dvojicích známé osobnosti.